# Johann Plenge (Fußballfunktionär)
Johann Nicolaus Plenge (* 19. Januar 1985 in Sulingen) ist ein deutscher Jurist und Fußballfunktionär. Er ist Vorstandsvorsitzender des RasenBallsport Leipzig e. V. sowie Geschäftsführer der RB Leipzig GmbH.

## Karriere
Nach dem ersten juristischen Staatsexamen in Göttingen begann Plenge in der Saison 2009/10 bei dem damaligen Fünftligisten RB Leipzig im Bereich Rechts- und Vertragswesen. Bis zum Aufstieg in die Fußball-Bundesliga verantwortete Plenge die Bereiche Recht und Personal und wechselte Ende 2019 zur Red Bull GmbH, wo er als Teil der globalen Fußballgruppe für die Zusammenarbeit der verschiedenen Clubs im kommerziellen Bereich verantwortlich war. Seit 2016 ist Plenge auch im Vorstand des RB Leipzig e. V., Anfang 2023 übernahm er den Vorsitz des Vorstands, nachdem zuvor Oliver Mintzlaff in den Aufsichtsrat und als CEO zu Red Bull gewechselt war. Plenge verantwortet als Geschäftsführer die Businessbereiche von RB Leipzig. In der Geschäftsführung arbeitet Plenge zusammen mit Marcel Schäfer (Bereich Sport) und Florian Hopp (Bereich Finanzen und Administration).